# Řád Mateřská sláva
Řád Mateřská sláva (rusky Орден «Материнская слава») byl zvláštním sovětským vyznamenáním, které bylo udělováno od 8. července 1944 matkám, které vychovávaly 7, 8 nebo 9 dětí.
- III. stupeň se uděloval matkám vychovávajícím 7 dětí;
- II. stupeň se uděloval matkám vychovávajícím 8 dětí;
- I. stupeň se uděloval matkám vychovávajícím 9 dětí.